# Wolfgang Reisinger (Musiker, 1964)

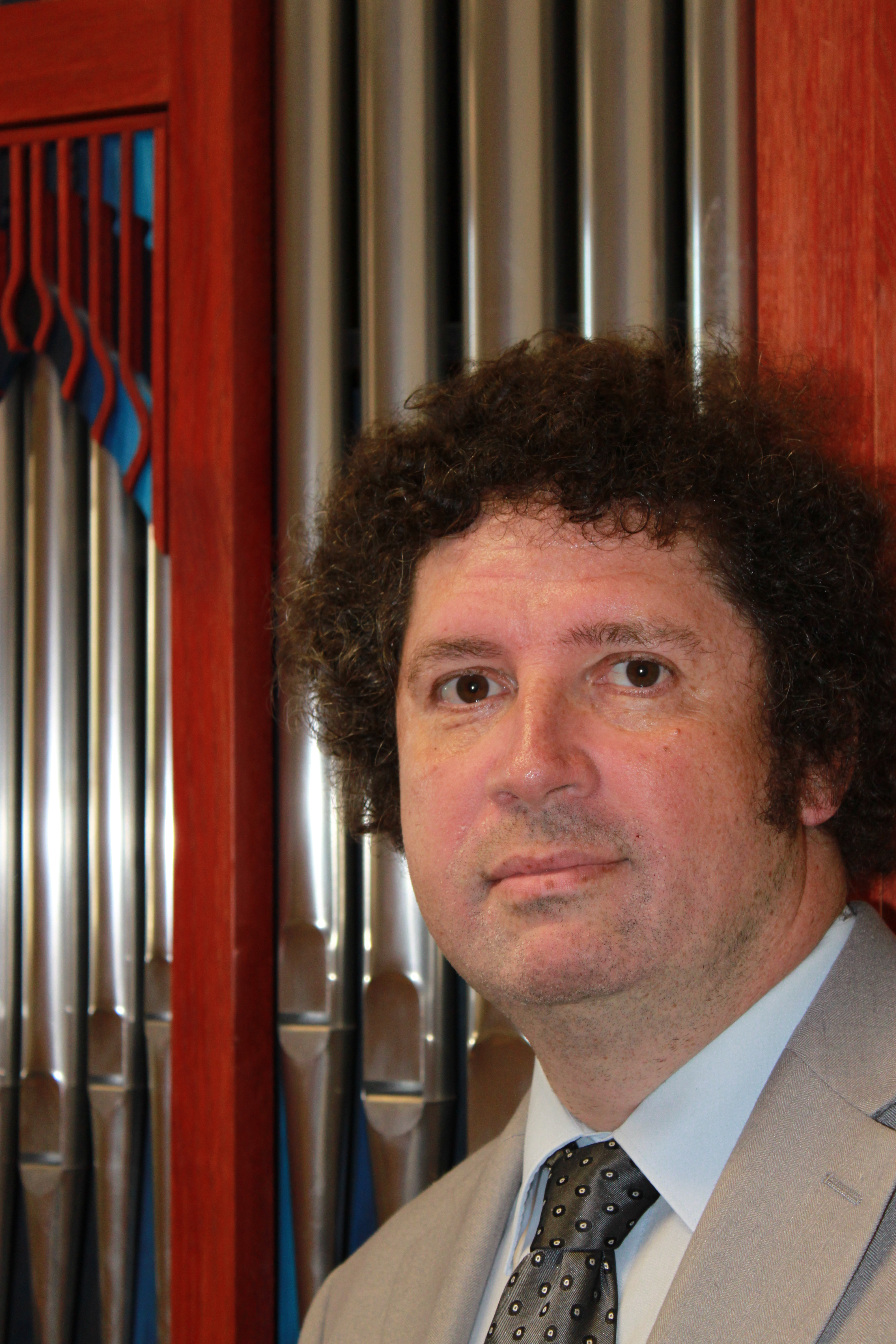
Wolfgang Reisinger (2011)

Wolfgang Reisinger (* 25. Dezember 1964 in Wien) ist ein österreichischer Organist, Kirchenmusiker und Komponist.

## Leben
Wolfgang Reisinger erhielt seine erste kirchenmusikalische Ausbildung am Diözesankonservatorium für Kirchenmusik der Erzdiözese Wien, die er mit dem B-Diplom 1983 abschloss. Danach studierte er Kirchenmusik an der Wiener Musikhochschule, wobei im Fach Orgel Alfred Mitterhofer, in Chorleitung Erwin Ortner, in Liturgischem Orgelspiel Peter Planyavsky und in Tonsatz Erich Romanovsky seine Lehrer waren. 1987 absolvierte er seine Diplomprüfung mit Auszeichnung.
Anschließend war er als Domorganist im schwedischen Strängnäs tätig, bis er am 1. November 1987 zum Stiftsorganisten an der Brucknerorgel im Stift Sankt Florian in Oberösterreich ernannt wurde. Während dieser Zeit studierte er Orgel, ebenfalls bei Alfred Mitterhofer an der Wiener Musikhochschule, sein Konzertdiplom legte er 1993 mit dem Magister artium ab. 1990 wechselte er nach Wien, da er zum Kirchenmusikreferenten für das Vikariat Wien Stadt berufen wurde, eine Stelle, die er bis zu seiner Ernennung zum Direktor des Wiener Diözesankonservatoriums im Jahr 2010 innehatte. 2003 erfolgte nach einem zweijährigen Studienaufenthalt in Kansas seine Promotion, sein zweiter Doktortitel wurde ihm 2008 nach dem Verfassen einer Dissertation über Stileinflüsse auf das Orgelwerk von Maurice Duruflé an der Universität Wien verliehen.
Als Organist konzertiert Reisinger in Österreich, Deutschland, der Slowakei, Polen, Schweden, den USA und Russland. Als Chorleiter trat er vor allem mit seinem Chor Kantoreisingers in Erscheinung, der von 1990 bis 2002 bestand. Mit diesem unternahm er auch mehrere Auslandstourneen nach Finnland, Schweden, Dänemark und Italien. 1998 nahm er seine erste CD-Einspielung mit romantischer Chor- und Orgelmusik vor.
Seine Lehrtätigkeit begann Wolfgang Reisinger 1988 an der Landesmusikschule in Steyr, wo er Orgel und Klavier unterrichtete, 1990 trat er seine Stelle am Diözesankonservatorium für Kirchenmusik der Erzdiözese Wien an, wo er die Fächer Orgel, Improvisation, Liturgisches Orgelspiel, Deutscher Liturgiegesang, Formenlehre, Liturgik und Partiturspiel lehrte bzw. lehrt. Darüber hinaus unterrichtet er seit 1991 am Realgymnasium Schottenbastei im Wiener Gemeindebezirk Innere Stadt. Im Rahmen diverser Kurse ist er auch in der kirchenmusikalischen Basisarbeit hinsichtlich der Ausbildung von Kantoren, Organisten und Chorleitern tätig. In den Jahren 2004 und 2006 wirkte er zudem als Gastprofessor für Orgel an der Universität für Musik und darstellende Kunst Wien.
Als Komponist widmet sich Reisinger vor allem der Vokalmusik im kirchenmusikalischen Kontext.

## Werke (Auswahl)
- Deutsche Messe für dreistimmigen Chor und Orgel (2000)
- Drei geistliche Duette für zwei Soprane und Orgel (1995–97)
- Nunc dimmitis für Bass und gemischten Chor a cappella (1998)
- Grazer Psalter. Neue Commune-Antwortpsalmen für Kantor, Orgel/Klavier und Gemeinde (2007)
- Grazer Psalter 2. Weitere Commune-Antwortpsalmen für Kantor, Orgel/Klavier und Gemeinde (2013)